# العلاقات الزامبية المدغشقرية
العلاقات الزامبية المدغشقرية هي العلاقات الثنائية التي تجمع بين زامبيا ومدغشقر.

## مقارنة بين البلدين
هذه مقارنة عامة ومرجعية للدولتين:
| وجه المقارنة                                              | زامبيا                         | مدغشقر                      |
| --------------------------------------------------------- | ------------------------------ | --------------------------- |
| المساحة (كم2)                                             | 752.62 ألف                     | 587.04 ألف                  |
| عدد السكان (نسمة)                                         | 17.09 مليون                    | 25.57 مليون                 |
| الكثافة السكانية (ن./كم²)                                 | 22.71                          | 43.56                       |
| العاصمة                                                   | لوساكا                         | أنتاناناريفو                |
| اللغة الرسمية                                             | لغة إنجليزية                   | اللغة الملغاشية، لغة فرنسية |
| العملة                                                    | كواشا زامبي، كواشا زامبي قديم ‏ | أرياري مدغشقري              |
| الناتج المحلي الإجمالي (بليون دولار)                      | 25.81 مليار                    | 11.50 مليار                 |
| الناتج المحلي الإجمالي (تعادل القوة الشرائية) بليون دولار | 62.18 مليار                    | 35.51 مليار                 |
| الناتج المحلي الإجمالي الاسمي للفرد دولار أمريكي          | 1.30 ألف                       | 401                         |
| الناتج المحلي الإجمالي للفرد دولار أمريكي                 | 3.90 ألف                       | 1.44 ألف                    |
| مؤشر التنمية البشرية                                      | 0.586                          | 0.510                       |
| رمز المكالمات الدولي                                      | +260                           | +261                        |
| رمز الإنترنت                                              | .zm                            | .mg                         |
| المنطقة الزمنية                                           | ت ع م+02:00                    | ت ع م+03:00                 |

## منظمات دولية مشتركة
يشترك البلدان في عضوية مجموعة من المنظمات الدولية، منها:
| علم المنظمة | اسم المنظمة                                                | تاريخ انضمام زامبيا | تاريخ انضمام مدغشقر |
| ----------- | ---------------------------------------------------------- | ------------------- | ------------------- |
|             | الاتحاد البريدي العالمي                                    | ?                   | ?                   |
|             | يونسكو                                                     | 9 نوفمبر 1964       | 10 نوفمبر 1960      |
|             | البنك الدولي للإنشاء والتعمير                              | 23 سبتمبر 1965      | 25 سبتمبر 1963      |
|             | البنك الإفريقي للتنمية                                     | ?                   | ?                   |
|             | منظمة الشرطة الجنائية الدولية                              | ?                   | ?                   |
|             | الأمم المتحدة                                              | 1 ديسمبر 1964       | 20 سبتمبر 1960      |
|             | الاتحاد الأفريقي                                           | ?                   | ?                   |
|             | مجموعة دول أفريقيا والكاريبي والمحيط الهادئ                | ?                   | ?                   |
|             | مؤسسة التنمية الدولية                                      | 23 سبتمبر 1965      | 25 سبتمبر 1963      |
|             | العملية المشتركة للاتحاد الأفريقي والأمم المتحدة في دارفور | ?                   | ?                   |
|             | منظمة التجارة العالمية                                     | ?                   | ?                   |
|             | وكالة ضمان الاستثمار متعدد الأطراف                         | 6 يونيو 1988        | 8 يونيو 1988        |
|             | مجموعة التنمية لأفريقيا الجنوبية                           | ?                   | ?                   |
|             | الاتحاد الدولي للاتصالات                                   | 23 أغسطس 1965       | 11 مايو 1961        |
|             | مؤسسة التمويل الدولية                                      | 23 سبتمبر 1965      | 27 سبتمبر 1963      |
|             | منظمة حظر الأسلحة الكيميائية                               | ?                   | ?                   |
|             | المركز الدولي لتسوية المنازعات الاستشارية                  | 17 يوليو 1970       | 14 أكتوبر 1966      |